# IC 5350
IC 5350 ist eine Elliptische Galaxie vom Hubble-Typ E/S0 im Sternbild Bildhauer am Südsternhimmel. Sie ist rund 383 Millionen Lichtjahre von der Milchstraße entfernt und hat einen Durchmesser von etwa 100.000 Lichtjahren.
Im selben Himmelsareal befinden sich u. a. die Galaxien IC 5349, IC 5353, IC 5354, IC 5358.
Das Objekt wurde 1896 von dem US-amerikanischen Astronomen Lewis A. Swift entdeckt.